# Stolec (gromada w powiecie sieradzkim)
Stolec – dawna gromada, czyli najmniejsza jednostka podziału terytorialnego Polskiej Rzeczypospolitej Ludowej w latach 1954–1972.
Gromady, z gromadzkimi radami narodowymi (GRN) jako organami władzy najniższego stopnia na wsi, funkcjonowały od reformy reorganizującej administrację wiejską przeprowadzonej jesienią 1954 do momentu ich zniesienia z dniem 1 stycznia 1973, tym samym wypierając organizację gminną w latach 1954–1972.
Gromadę Stolec siedzibą GRN w Stolcu utworzono – jako jedną z 8759 gromad na obszarze Polski – w powiecie sieradzkim w woj. łódzkim, na mocy uchwały nr 38/54 WRN w Łodzi z dnia 4 października 1954. W skład jednostki weszły obszary dotychczasowych gromad Stolec, Biesiec, Łeszczyn i Dąbrowa Miętka (z wyłączeniem kolonii Oleśnica) ze zniesionej gminy Złoczew w tymże powiecie. Dla gromady ustalono 14 członków gromadzkiej rady narodowej.
1 lipca 1968 z gromady Stolec wyłączono wieś Dąbrowa Miętka, kolonię Niwa i kolonię Struga, włączając je do gromady Złoczew w tymże powiecie, po czym gromadę Stolec zniesiono a jej (pozostały) obszar wszedł w skład nowo utworzonej gromady Kamionka tamże.